# Johan Erikson (botaniker)
Johan Erikson, född 21 maj 1862 i Everöds socken, död 17 september 1938 i Kristianstad, var en svensk biolog och författare.
Johan Erikson var son till ladufogden Erik Jönsson. Han visade under sin tid vid folkskolan i Everöd intresse för läsning och fick fortsätta studierna vid Kristianstads läroverk och avlade mogenhetsexamen vid Vänersborgs läroverk 1882. Redan under tiden vid gymnasiet tvingades han försörja sig som lärare något han fortsatte med under sin tid som student vid Lunds universitet, där han 1887 avlade en filosofie kandidatexamen. 1889 studerade han vid Kristinebergs zoologiska station i Bohuslän, och avlade 1891 filosofie licentiatexamen och blev 1892 filosofie doktor. Samma år blev han amanuens vid Lunds universitets botaniska institution och genomgick 1892-1893 provår vid högre allmänna läroverket i Lund. Han tjänstgjorde därefter vid olika läroverk, 1893-1894 och 1894-1895 var han vikarierande adjunkt vid högre allmänna läroverket i Örebro, vikarierande kollega vid lägre allmänna läroverket i Söderhamn 1895, adjunkt i naturalhistoria, kemi och fysik vid högre allmänna läroverket i Västerås 1895 och tjänstgjorde även där 1896 samt var lektor i naturalhistoria och kemi vid högre allmänna läroverket i Karlskrona 1896. 1897 tillträdde han en tjänst som lektor vid högre allmänna läroverket en tjänst han innehade fram till 1910, då han dock varit tjänstledig från 1905 på grund av sjukdom.
Eriksons huvudämne hade varit botanik, och även sedan han gått över till lärarbanan fortsatte han sina studier i ämnet. 1901-1902 företog han med stipendium i pedagogiskt syfte en resa till Tyskland, Schweiz, Luxemburg och Österrike från vilken han beskrev de naturvetenskapliga studierna i de olika länderna. Som botaniker genomförde han med stöd av Vetenskapsakademien och Svenska Turistföreningen resor i Blekinge, Småland, Öland och Gotland och besökte även Norge 1891 och Tyskland och Nederländerna 1894. Förutom sin doktorsavhandling som behandlade bladbyggnaden hos Selaginella och Lycopodium bland lummerväxterna författade han en utförlig studie över floran på sandstranden i östra Skåne. I en rad främst populärvetenskapliga arbeten skildrade han växt- och djurvärlden på Ölands alvar och i Blekinge, samt beskrivningar av växtligheten på Blå Jungfrun, Hallands Väderö, Hovs hallar, på norra Hallandsåsen och Hanö. Bland hans mera kända verk märks Bilder ur naturens tre riken och Naturljud och djurnamn. Han publicerade även artiklar med naturinnehåll i Karlskrona-Tidningen och Blekinge Läns Tidning.
Från 1911 var han ledamot av styrelsen för Blekinge musei- och hembygdsförbund.